# Great!
Great! (с англ. — «Отлично!»; стилиризуется как GREAT!) — третий мини-альбом южнокорейской гёрл-группы Momoland. Был выпущен 3 января 2018 года лейблом Dublekick Company и был распространён компанией Loen Entertainment. Альбом содержит шесть треков, включая ведущий сингл «Bboom Bboom»
а также его инструментальную версию и инструментальную версию ранее выпущенного сингла «Wonderful love».

## Трек-лист
| №                   | Название                        | Музыка              | Длительность |
| ------------------- | ------------------------------- | ------------------- | ------------ |
| 1.                  | «Bboom Bboom» (뿜뿜)            | Shinsadong Tiger    | 3:28         |
| 2.                  | «Curious»                       |                     | 3:16         |
| 3.                  | «Same Same»                     |                     | 3:18         |
| 4.                  | «Fly»                           |                     | 3:05         |
| 5.                  | «BBoom BBoom» (Instrumental)    | Shinsadong Tiger    | 3:28         |
| 6.                  | «Wonderful love» (Instrumental) |                     | 3:23         |
| Общая длительность: | Общая длительность:             | Общая длительность: | 19:59        |

## Чарты
| Чарты (2018)            | Пиковые позиции |
| ----------------------- | --------------- |
| Республика Корея (Gaon) | 3               |

## История релиза
| Регион      | Дата          | Формат              | Лэйбл                                      |
| ----------- | ------------- | ------------------- | ------------------------------------------ |
| Южная Корея | 3 января 2018 | CD digital download | Dublekick Company LOEN Entertainment [ 3 ] |
| Мир         | 3 января 2018 | Digital download    | Dublekick Company LOEN Entertainment [ 3 ] |